# Los elefantes (Dalí)
Los elefantes es un cuadro del pintor surrealista español Salvador Dalí pintado en 1948.

## Descripción
La figura del elefante es una temática que se repite en la obras de Salvador Dalí, apareciendo por primera vez en su cuadro de 1944 Sueño causado por el vuelo de una abeja alrededor de una granada un segundo antes de despertar, al igual que en La tentación de San Antonio y Cisnes que se reflejan como elefantes. Los elefantes se distingue de otros cuadros ya que los animales son el foco principal de la obra, posee con un fondo desértico degradado y la ausencia de contenido.
Los elefantes con las patas excesivamente alargadas es uno de los iconos más característicos de los cuadros de Dalí, y adornan los museos españoles.

## Simbología

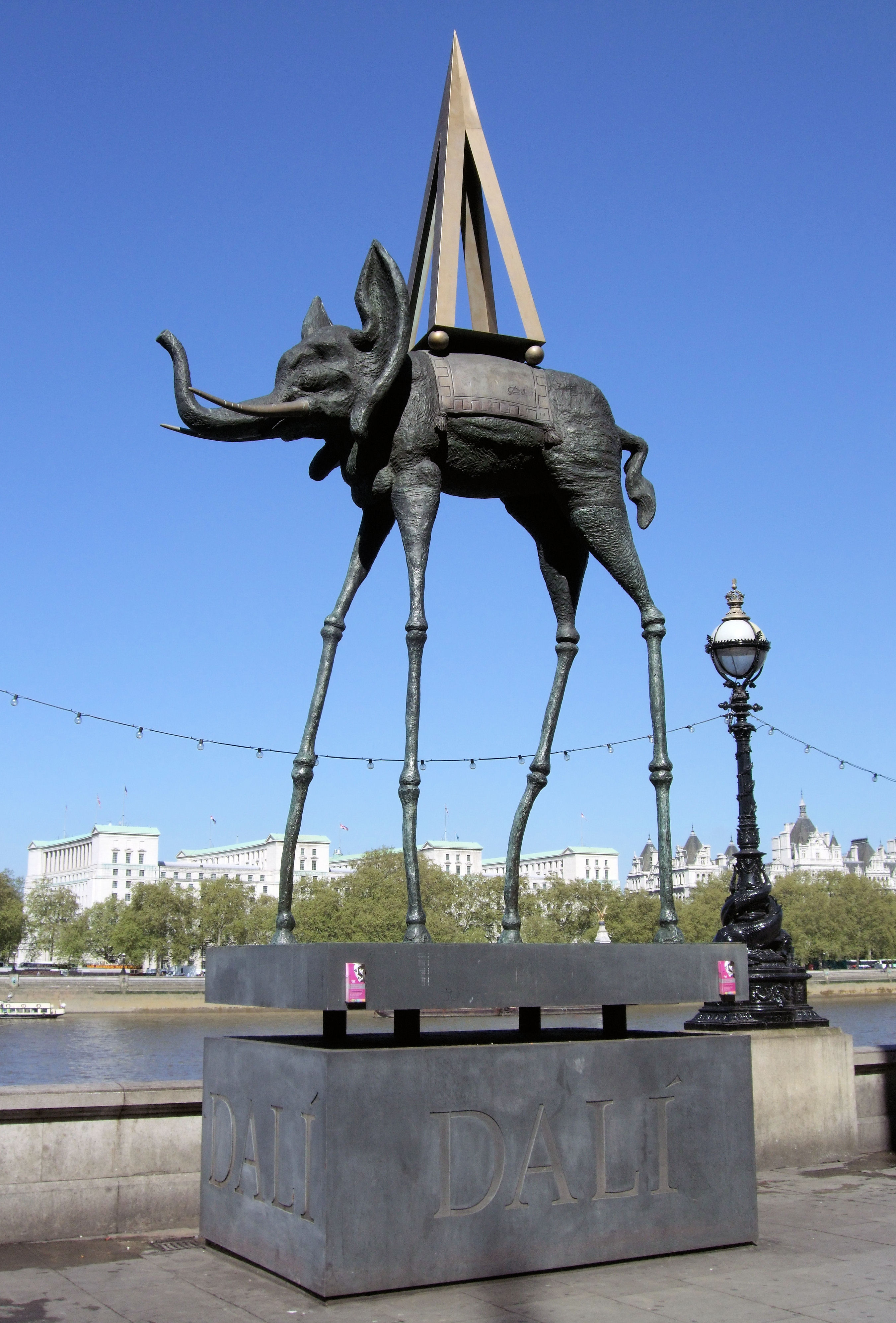
Estatua de un elefante de Dalí en una exposición temporal en Londres.

Hay varias hipótesis populares sobre lo que pueden significar los elefantes, casi siempre se veían como símbolos de fortaleza, dominio y poder por su constitución y peso. Dalí contrasta este tópico con la imagen del elefante con las patas de araña, a veces descritas como piernas casi invisibles de deseo. Dalí realza la imagen de fuerza y pesadez representando a los elefantes llevando unos obeliscos gigantes a las espaldas, aunque, si se analiza desde otra perspectiva parece que ese peso descomunal está flotando. Los obeliscos en la espalda de los elefantes se cree que están inspirados por la escultura del Obelisco de la Piazza della Minerva de Gian Lorenzo Bernini.
Se trata de un buen ejemplo de una obra surrealista, creando una atmósfera fantasmagórica de la realidad. Según un crítico, el cuadro representa una realidad distorsionada explicando que las patas arácnidas se contrastan con el gran peso que llevan a sus espaldas, una contraposición de espacio y peso.